# 蔣益澧
蔣 益澧（しょう えきれい、Jiang Yili、1825年 - 1874年）は、清末の官僚、湘軍の指揮官。字は薌泉。湖南省湘郷県出身。
若い時から保守的な郷里と合わず、四方を旅する生活を送ったが、咸豊の初めに湘軍に加入した。最初は曽国藩の直属部隊にいたが、1854年に羅沢南の部隊に転じ、江西省・湖北省で太平天国軍と戦い、戦功により知府に任命された。
1857年、広西巡撫駱秉章の招きで、広西省で大成国の鎮圧に加わり、道員に昇進してバトゥルの称号を得た。1858年には大成国から柳州を奪回した。1859年、太平天国の石達開軍が湖南省から広西省に進出したが、援軍として桂林を守ったため、広西按察使、さらに広西布政使となった。その後弾劾されて降格となったが、石達開の部将の石鎮吉や賀県の陳金釭を破り、1861年に広西按察使に戻された。さらに同年、大成国を滅ぼした功により広西布政使となった。
その後、浙江布政使に転任となって閩浙総督左宗棠のもと、杭州を奪回するなど太平天国との戦いで数々の功績を立てた。1864年に左宗棠が福建省に太平天国軍を追撃すると蒋益澧を浙江巡撫代理に推薦した。蒋益澧は巡撫として減税や水利事業や学校の創設を行った。1866年、広東巡撫となって洋務運動を進め、造船工場を設立した。しかし両広総督瑞麟（ルイリン）と合わずに弾劾され、降格された。その後、左宗棠の軍中にあって西北遠征の計画と連絡にあたった。
死後、広西省時代の功績によって巡撫の官位に戻され、果敏の諡号を贈られた。